# Manobus
Le réseau de bus Manobus, anciennement Manoval, était le réseau de transport de la ville de Manosque. Le 7 juillet 2019, le Manobus et les lignes péri-urbaines sont réunis sous un seul nom, le Transagglo. C'est la fin du réseau Manobus.

## Les itinéraires

### Lignes régulières
| Ligne   | Caractéristiques | Caractéristiques                              | Caractéristiques                              | Caractéristiques                              | Caractéristiques                              | Caractéristiques                              | Caractéristiques                              | Caractéristiques                              | Caractéristiques                              |
| 111     | La Tuilerie ⥋ Gare SNCF | La Tuilerie ⥋ Gare SNCF                       | La Tuilerie ⥋ Gare SNCF                       | La Tuilerie ⥋ Gare SNCF                       | La Tuilerie ⥋ Gare SNCF                       | La Tuilerie ⥋ Gare SNCF                       | La Tuilerie ⥋ Gare SNCF                       | La Tuilerie ⥋ Gare SNCF                       | La Tuilerie ⥋ Gare SNCF                       |
| ------- | --- | --------------------------------------------- | --------------------------------------------- | --------------------------------------------- | --------------------------------------------- | --------------------------------------------- | --------------------------------------------- | --------------------------------------------- | --------------------------------------------- |
| 111     | Ouverture / Fermeture 2010 / — | Longueur 10 km                                | Durée 30 min                                  | Nb. d’arrêts 28 ou 29                         | Matériel Heuliez GX 127                       | Jours de fonctionnement L, Ma, Me, J, V, S    | Jour / Soir / Nuit / Fêtes O / N / N / N      | Voy. / an —                                   | Dépôt ZA Saint-Maurice                        |
| 111     | Desserte : - Communes: Manosque - Arrêts: La Tuilerie, Mont d'Or, La Vilette, Collège du Mont d'Or, Halte routière, Les Embarrades, Hôpital, Pôle Emploi, Près Combaux, Gare SNCF                                                                            |                                               |                                               |                                               |                                               |                                               |                                               |                                               |                                               |
| 111     | Autre : |                                               |                                               |                                               |                                               |                                               |                                               |                                               |                                               |
| 111     | Dernière actualisation : — |                                               |                                               |                                               |                                               |                                               |                                               |                                               |                                               |
| 112     | La Thomassine ⥋ Les Quintrands | La Thomassine ⥋ Les Quintrands                | La Thomassine ⥋ Les Quintrands                | La Thomassine ⥋ Les Quintrands                | La Thomassine ⥋ Les Quintrands                | La Thomassine ⥋ Les Quintrands                | La Thomassine ⥋ Les Quintrands                | La Thomassine ⥋ Les Quintrands                | La Thomassine ⥋ Les Quintrands                |
| 112     | Ouverture / Fermeture 2010 / — | Longueur —                                    | Durée 35 min                                  | Nb. d’arrêts 31 ou 29                         | Matériel Heuliez GX 127                       | Jours de fonctionnement L, Ma, Me, J, V, S    | Jour / Soir / Nuit / Fêtes O / N / N / N      | Voy. / an —                                   | Dépôt ZA Saint-Maurice                        |
| 112     | Desserte : - Communes: Manosque - Arrêts: La Thomassine, La Vilette, Porte Saunerie, Collège Jean Giono, Les Aliziers, Gare SNCF, Halte routière, Pimarlet, Les Quintrands                                                                                   |                                               |                                               |                                               |                                               |                                               |                                               |                                               |                                               |
| 112     | Autre : |                                               |                                               |                                               |                                               |                                               |                                               |                                               |                                               |
| 112     | Dernière actualisation : — |                                               |                                               |                                               |                                               |                                               |                                               |                                               |                                               |
| 113     | Sainte-Félicie ⥋ École Internationale | Sainte-Félicie ⥋ École Internationale         | Sainte-Félicie ⥋ École Internationale         | Sainte-Félicie ⥋ École Internationale         | Sainte-Félicie ⥋ École Internationale         | Sainte-Félicie ⥋ École Internationale         | Sainte-Félicie ⥋ École Internationale         | Sainte-Félicie ⥋ École Internationale         | Sainte-Félicie ⥋ École Internationale         |
| 113     | Ouverture / Fermeture 2010 / — | Longueur 13 km                                | Durée 38 min                                  | Nb. d’arrêts 38 ou 39                         | Matériel Mercedes-Benz Intouro                | Jours de fonctionnement L, Ma, Me, J, V, S    | Jour / Soir / Nuit / Fêtes O / N / N / N      | Voy. / an —                                   | Dépôt ZA Saint-Maurice                        |
| 113     | Desserte : - Communes: Manosque, Pierrevert - Arrêts: Pierrevert: Sainte-Félicie, Manosque: Manosque-Village, Grands Près, Collège Jean Giono, Mont d'Or, La Vilette, Collège du Mont d'Or, Halte routière, Lycée des Iscles, École internationale (Hôpital) |                                               |                                               |                                               |                                               |                                               |                                               |                                               |                                               |
| 113     | Autre : Ligne fonctionnant de Septembre à Juin |                                               |                                               |                                               |                                               |                                               |                                               |                                               |                                               |
| 113     | Dernière actualisation : — |                                               |                                               |                                               |                                               |                                               |                                               |                                               |                                               |
| 113 Été | Camping ⥋ Les Vannades | Camping ⥋ Les Vannades                        | Camping ⥋ Les Vannades                        | Camping ⥋ Les Vannades                        | Camping ⥋ Les Vannades                        | Camping ⥋ Les Vannades                        | Camping ⥋ Les Vannades                        | Camping ⥋ Les Vannades                        | Camping ⥋ Les Vannades                        |
| 113 Été | Ouverture / Fermeture 2010 / — | Longueur —                                    | Durée 25 à 30 min                             | Nb. d’arrêts 16 ou 24                         | Matériel Mercedes-Benz Intouro                | Jours de fonctionnement L, Ma, Me, J, V, S    | Jour / Soir / Nuit / Fêtes O / N / N / N      | Voy. / an —                                   | Dépôt ZA Saint-Maurice                        |
| 113 Été | Desserte : - Communes: Manosque - Arrêts: Camping, Collège Jean Giono, La Villette, Halte Routière, Lycée des Iscles, Hôpital, Les Vannades |                                               |                                               |                                               |                                               |                                               |                                               |                                               |                                               |
| 113 Été | Autre : Ligne fonctionnant en Juillet et Août |                                               |                                               |                                               |                                               |                                               |                                               |                                               |                                               |
| 113 Été | Dernière actualisation : — |                                               |                                               |                                               |                                               |                                               |                                               |                                               |                                               |
| 114     | La Rochette ⥋ Zone Industrielle Saint-Maurice | La Rochette ⥋ Zone Industrielle Saint-Maurice | La Rochette ⥋ Zone Industrielle Saint-Maurice | La Rochette ⥋ Zone Industrielle Saint-Maurice | La Rochette ⥋ Zone Industrielle Saint-Maurice | La Rochette ⥋ Zone Industrielle Saint-Maurice | La Rochette ⥋ Zone Industrielle Saint-Maurice | La Rochette ⥋ Zone Industrielle Saint-Maurice | La Rochette ⥋ Zone Industrielle Saint-Maurice |
| 114     | Ouverture / Fermeture 2010 / — | Longueur 12 km                                | Durée 28 min                                  | Nb. d’arrêts 32 ou 24                         | Matériel Heuliez GX 127                       | Jours de fonctionnement L, Ma, Me, J, V, S    | Jour / Soir / Nuit / Fêtes O / N / N / N      | Voy. / an —                                   | Dépôt ZA Saint-Maurice                        |
| 114     | Desserte : - Communes: Manosque - Arrêts: La Rochette, École Saint-Charles, La Vilette, Porte Saunerie, Halte routière, Gare SNCF, Pôle Emploi, Près Combaux, Zone Industrielle Saint-Maurice, Technoparc                                                    |                                               |                                               |                                               |                                               |                                               |                                               |                                               |                                               |
| 114     | Autre : |                                               |                                               |                                               |                                               |                                               |                                               |                                               |                                               |
| 114     | Dernière actualisation : — |                                               |                                               |                                               |                                               |                                               |                                               |                                               |                                               |

## La gratuité
Du 1er janvier 2010 à juillet 2019, Manosque est devenue la 3e ville de la région Provence-Alpes-Côte d'Azur à disposer d'un service gratuit de transports urbains. Le circuit Manobus couvre tous les secteurs de la commune, y compris les nouveaux quartiers (le centre hospitalier Louis-Raffalli et l'École internationale) et les zones d'activités de Saint-Joseph et de Saint-Maurice. Les quatre lignes qui desservent la ville sont assurées du lundi au samedi, de 7 h 0 à 19 h 0.
Une attention particulière est portée aux personnes handicapées avec le service de transport à la demande « Manobus Plus » qui vient chercher à domicile et sur demande les personnes handicapées. Les bus réguliers sont équipés d'une plateforme facilitant l'accès en fauteuil roulant.
Dès juillet 2019 les élus de la Communauté d'agglomération Durance Luberon Verdon ont décidé de mettre un terme à la gratuité des transports de la ville. Et ainsi uniformiser les tarifs avec l’ensemble du réseau Transagglo. Le réseau de la ville devrait être remodelé.